# Хайдеггер, Линус
Линус Хайдеггер (англ. Linus Heidegger; род. 23 августа 1995 года, Инсбрук, Австрия) — австрийский конькобежец, участник зимних Олимпийских игр 2018 года.

## Биография
Линус Хайдеггер родился в городе Инсбрук, федеральная земля Тироль. Впервые на коньки стал в 2002 году. Сперва занимался хоккеем, который сменил на конькобежный спорт после того как его пригласил друг. Профессионально тренируется на базе клуба «Union Speedskating Club Innsbruck». Тренируется под руководством Ханнеса Вольфа (англ. Hannes Wolf).

### Спортивная карьера
На данный момент Хайдеггер не добыл медали на каких либо соревнованиях. Лучшим его выступлением было участие на чемпионате Европы по конькобежному спорту 2018 года, что проходил в российском городе — Коломна. 6 января 2018 года во время мужского забега на 5000 м с результатом итоговой квалификации результатом 6:31.87 он занял восьмое место.
На зимних Олимпийских играх 2018 Хайдеггер был заявлен для участия в мужском масс-старте. 24 февраля в финальном забеге он финишировал с результатом 6 баллов. В общем итоге он занял 6-е место.